# Thor (Rakete)

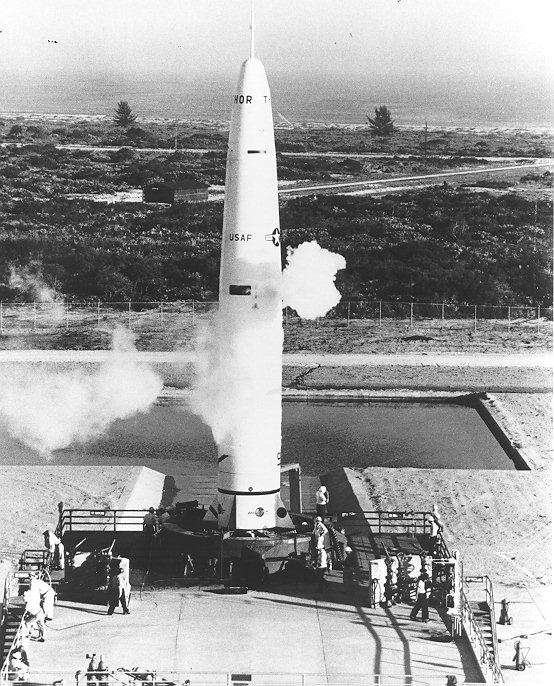
Die erste Thor-IRBM (Nr. 101) vor dem Start in Cape Canaveral, Florida (25. Januar 1957)

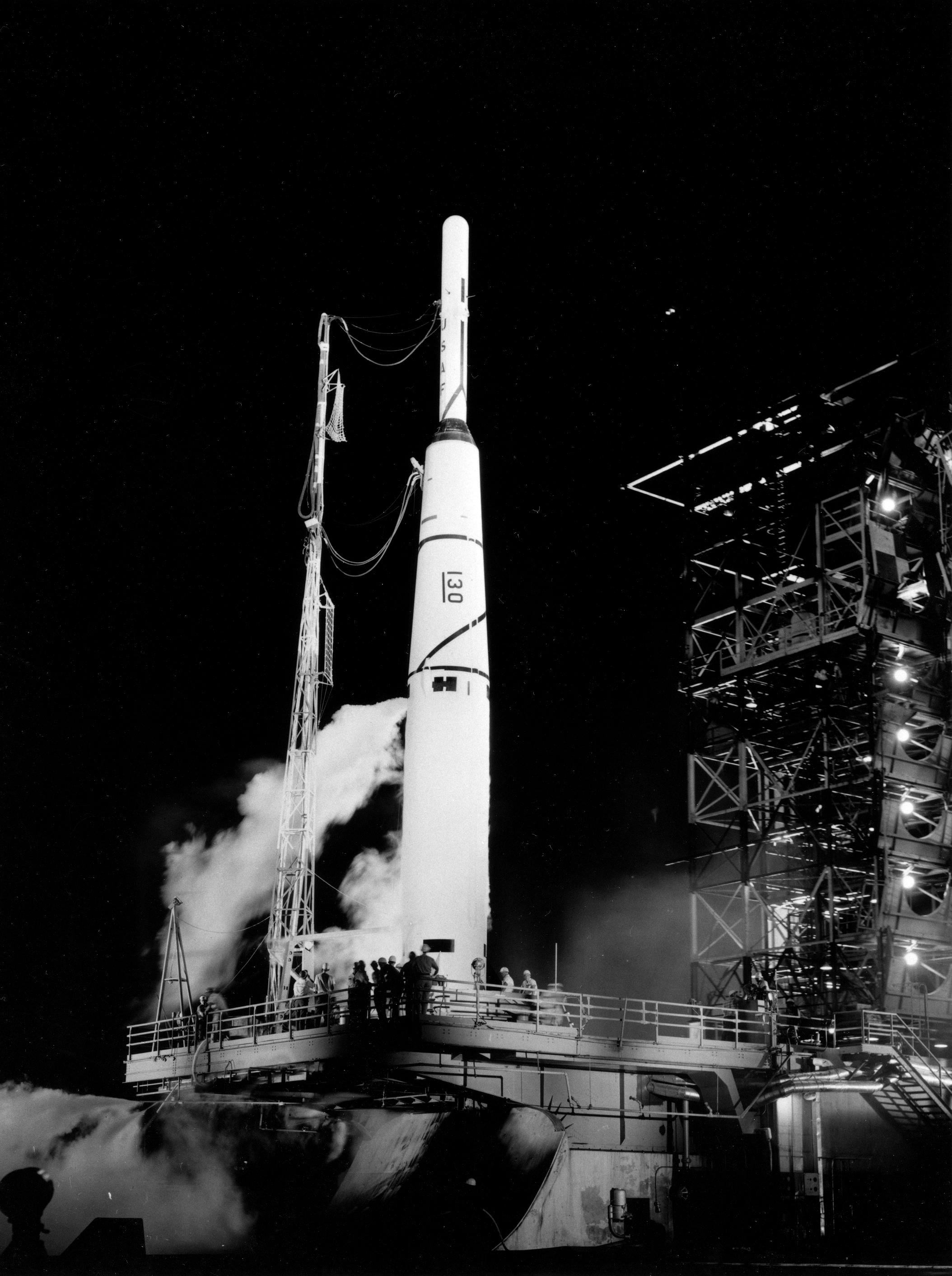
Thor Able I mit Pioneer 1

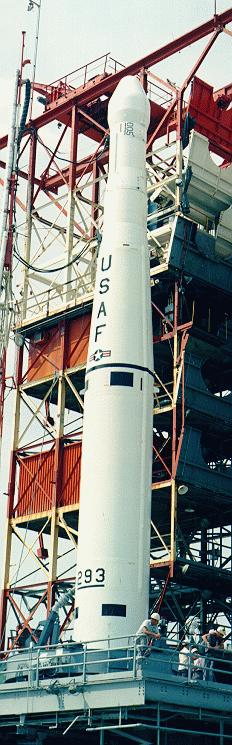
Thor Able-Star

Die Thor (PGM-17 Thor) war eine in den USA entwickelte und produzierte einstufige ballistische Mittelstreckenrakete (Intermediate Range Ballistic Missile, kurz IRBM). Angetrieben wurde sie durch flüssigen Sauerstoff und RP-1, eine Kerosinart. Sie hatte eine Länge von 19,8 Meter sowie einen Durchmesser von 2,44 Meter. Die Startmasse betrug 49.900 Kilogramm (vor der Zündung).

## Entwicklung
Die Entwicklung der Thor begann 1954 mit Studien für eine Rakete mit 2.400 km Reichweite, wobei eine der Vorgaben war, dass sie in einen C-124-Transporter passen sollte. Der Entwicklungsvertrag für die Thor-Rakete wurde mit der Douglas Aircraft Company im Dezember 1955 unterzeichnet. Die Entwicklung endete im Juli 1956, das erste Produktionsmodell der Thor-Rakete wurde an die U.S. Air Force an die Cape Canaveral Air Force Station in Florida geliefert. Die Tests liefen elf Monate. Das Thor-Raketenprogramm hatte damit die kürzeste Testperiode von der Vorstellung bis zur Übergabe an ein US-amerikanisches Raketenprogramm.
Die ersten vier Thor-Teststarts (ab dem 25. Januar 1957) waren Misserfolge. Darauf folgten intensive Studien mit mehreren aufeinanderfolgenden erfolgreichen Starts. Die Rakete ging im September 1958 in den aktiven Bestand der USAF ein, womit sie die weltweit erste in Betrieb genommene Mittelstreckenrakete war.
Die Thor wurde 1959 als betriebsbereit erklärt und dem Strategic Air Command zugeteilt. Zwischen 1959 und 1963 wurde sie auch in Großbritannien aufgestellt, wo sie der Royal Air Force unterstellt war.
Mit der Entwicklung besserer Raketen wurde die Thor 1963 als Waffensystem in der ursprünglich vorgesehenen Rolle als ballistische Rakete ausgemustert. Einzelne Raketen des Typs wurden im Rahmen des Programms 437 noch bis 1975 als Antisatellitenwaffen in Bereitschaft gehalten.

## Einsatz als Trägerrakete
Schon im frühen Entwicklungsstadium wurde bemerkt, dass die Thor sich gut als Basis für eine Satelliten-Trägerrakete eignet. Der erste Start der Thor in der Rolle einer Trägerrakete fand am 23. April 1958 (Ortszeit) statt, endete jedoch mit einer Explosion. Danach wurde sie in der Raumfahrt intensiv weiterverwendet, wo sie später die Basis für die Delta-Familie bildete. Die Thor-Rakete als erste Raketenstufe wurde mit verschiedenen Oberstufen zum Starten von unterschiedlichen Nutzlasten verwendet:
- Thor Able: Thor mit der Oberstufe der Vanguard-Rakete, startete z. B. frühe Raumsonden vom Typ Pioneer. Erststart 23. April 1958 (Fehlstart), letzter Start 1. April 1960, insgesamt 16 Starts
  - Thor Able mit Vanguard-Zweitstufe
  - Thor Able I mit Altair-Feststofftriebwerk als Drittstufe
  - Thor Able II/III/IV mit gegenüber der Able jeweils weiter verbesserten Zweitstufentriebwerken
  - Thor Able II M1 war eine Able II mit Altair-Feststofftriebwerk als Drittstufe
- Thor Ablestar: Verbesserte Thor Able, vorwiegend für militärische Nutzlasten. Erststart am 13. April 1960, letzter Start 13. August 1965. Insgesamt 19 Starts, davon 14 erfolgreich
  - Thor Able-Star: Version mit erheblich vergrößertem Treibstoffvorrat der Oberstufe
  - Thor Able-Star 2: Version mit verbesserter Erststufe (Thor DSV 2A anstelle Thor DM 21)
- Thor Delta: Verbesserte Thor Able, vorwiegend zivile Nutzlasten: z. B. TIROS, Telstar, später einfach Delta genannt
- Thor Agena: Mehrfach zündbare Oberstufe, vorwiegend militärische Nutzlasten, z. B. Discoverer, Keyhole.  365 Stück gebaut
  - Thor Agena A: mit Agena-Oberstufe der Atlas-Rakete. Erststart 21. Januar 1959, letzter Start 13. September 1960
  - Thor Agena B: Version mit verdoppeltem Treibstoffvorrat und geringfügig verbessertem Triebwerk Bell 8061 oder später Bell 8069. Erststart 26. Oktober 1960, letzter Start 15. Mai 1966, 45-mal gestartet, davon 9 Fehlstarts
  - Thor Agena D: Standardisierte Version der Agena B für unterschiedliche Nutzlasten. Erststart 28. Juni 1962, letzter Start 17. Januar 1968
  - Thrust Augmented Thor Agena B/D: Mit drei Castor-1-Feststoffraketen am Schubgerüst des Erststufentriebwerkes verstärkte Thor Agena B/D
- Thor Burner: Modifizierte Mittelstreckenrakete mit kleiner Feststoff-Oberstufe, vorwiegend zum Start von militärischen DMSP-Wettersatelliten eingesetzt, ab 20. Mai 1965 bis 19. Februar 1976 vom Startkomplex SLC-10 in Vandenberg: Insgesamt 24 Starts mit zwei Fehlschlägen
  - Thor Burner 1: Mit Star-20-Feststoffantrieb
  - Thor Burner 2: Mit Star-37-Feststoffantrieb als Zweitstufe und Star-13-Feststoffantrieb als Drittstufe
  - Thor Burner 2A: Mit Star-37B-Feststoffantrieb als Zweitstufe und Star-26B-Feststoffantrieb als Drittstufe

Zur Leistungssteigerung wurden die Thor Agena und Thor Delta mit drei zusätzlichen kleinen Hilfsraketen verstärkt. Damit war sie fast doppelt so stark wie die ursprüngliche Thor.
Die Long Tank Thor (Thorad Agena D SLV 2G bzw. 2H) war eine erweiterte Version der Thor-Erststufe, die das erste Mal im Sommer 1966 startete. Sie hatte eine Länge von 21,5 Metern und konnte damit 20 % mehr Treibstoff fassen. Der Durchmesser betrug ebenfalls 2,44 Meter. Sie wurde zwischen dem 9. August 1966 und dem 25. Mai 1972 insgesamt 43 mal (bei zwei Fehlstarts) zum Start von militärischen Keyhole und einigen zivilen Satelliten (z. B. OGO 6) eingesetzt. Die Nutzlast betrug 2 Tonnen in einen niedrigen Orbit.
1960 wurde die erste Thor-Delta, eine verbesserte Thor-Rakete, eingeführt. Der Name wurde offiziell auf Delta verkürzt, um sie von den militärischen Variationen zu unterscheiden, die weiterhin den Namen Thor trugen.
Vom Luftwaffenstützpunkt Vandenberg wurde die Rakete bis 1972 gestartet, wobei sie sowohl militärische als auch zivile Satelliten in die Umlaufbahn brachte.

## Technische Daten
Basis aller Thor-Raketen ist die Erststufe der Interkontinentalrakete. Sie ist mit einem hydraulisch um zwei Achsen schwenkbaren Rocketdyne LR79-NA-9 (auch als SD-3 oder MB-3 bezeichnet) mit 760 kN Vakuumschub ausgerüstet, welches auch in der Atlas und der Juno II eingesetzt wurde. Zusätzlich sorgen zwei kleinere Vernier-Triebwerke des Typs LR-102 mit je 4,54 kN Schub und um 6° geneigten Düsen für die Rollsteuerung. Die Treibstofftanks (Sauerstofftank unten, Kerosintank oben) waren jeweils aus zwei Halbschalen zusammengebaut, welche eine Wandstärke von 6,35 mm besaßen. Für die Trägerraketen wurde diese Erststufe mit verschiedenen Oberstufen – beispielsweise der Able, verschiedener Agena-Versionen und später auch der Vanguard – ergänzt. Dadurch entstand eine Vielzahl von Varianten, aus denen die spätere Delta-Rakete entstand.
|                  | Thor IRBM          | Thor Able IV               | Thor Agena A       | Thor Able-Star     | Thor Burner 2A      | Thor AT Agena D      | Thorad Agena D SLV2H  |
| ---------------- | ------------------ | -------------------------- | ------------------ | ------------------ | ------------------- | -------------------- | --------------------- |
| Länge            | 19,8 m             | 27,0 m                     | 25,8 m             | 24,6 m             | 22,9 m              | 29,3 m               | 33,4 m                |
| Durchmesser      | 2,44 m             | 2,44 m                     | 2,44 m             | 2,44 m             | 2,44 m              | 2,44 m               | 2,44 m                |
| Startmasse       | 49,9 t             | 52,0 t                     | 53,1 t             | 53,0 t             | 51,8 t              | 71,0 t               | 85,1 t                |
| Nutzlast LEO     | W-49               | 120 kg (40 kg ESC)         | 250 kg             | 150 kg             | 770 kg (300 kg SSO) | 1500 kg (650 kg SSO) | 2.000 kg (750 kg SSO) |
| Stufen           | 1                  | 3                          | 2                  | 2                  | 3                   | 3                    | 3                     |
| 1. Stufe         |                    |                            |                    |                    |                     |                      |                       |
| Triebwerk        | Rocketdyne LR-79-7 | Rocketdyne LR-79-7         | Rocketdyne LR-79-7 | Rocketdyne LR-79-7 | Rocketdyne LR-79-7  | Rocketdyne LR-79-7   | Rocketdyne MB-3-3     |
| Startschub       | 667 kN             | 667 kN                     | 667 kN             | 667 kN             | 667 kN              | 667 kN               | 765 kN                |
| Treibstoff       | RP-1/LOX           | RP-1/LOX                   | RP-1/LOX           | RP-1/LOX           | RP-1/LOX            | RP-1/LOX             | RP-1/LOX              |
| Brenndauer       | 165 s              | 165 s                      | 165 s              | 164 s              | 165 s               | 165 s                | 215 s                 |
| Start-/Leermasse | 49,34 / 3,12 t     | 49,34 / 3,12 t             | 49,34 / 3,12 t     | 48,35 / 2,95 t     | 49,34 / 3,18 t      | 49,34 / 3,12 t       | 71,51 / 3,72 t        |
| Länge            | 18,4 m             | 18,4 m                     | 19,2 m             | 18,4 m             | 18,4 m              | 18,4 m               | 21,4 m                |
| Durchmesser      | 2,44 m             | 2,44 m                     | 2,44 m             | 2,44 m             | 2,44 m              | 2,44 m               | 2,44 m                |
| 2. Stufe         |                    |                            |                    |                    |                     |                      |                       |
| Triebwerk        |                    | Aerojet AJ-10              | Bell 8048          | Aerojet AJ-10-104  | Thiokol TE-M-364-2  | Bell 8081            | Bell 8086             |
| Schub            |                    | 34,3 kN                    | 68,95 kN           | 35,1 kN            | 44,5 kN             | 71,2 kN              | 71,2 kN               |
| Treibstoff       |                    | UDMH/Salpetersäure         | UDMH/Salpetersäure | UDMH/Salpetersäure | HTBP                | UDMH/Salpetersäure   | UDMH/Salpetersäure    |
| Start-/Leermasse |                    | 2,27 / 0,82 t              | 3,79 / 0,89 t      | 4,47 / 0,59 t      | 0,72 / 0,065 t      | 6,82 / 0,67 t        | 6,82 / 0,67 t         |
| Brenndauer       |                    | 115 s                      | 120 s              | 296 s              | 42 s                | 240 s                | 240 s                 |
| Länge            |                    | 6,57 m                     | 4,73 m             | 5,88 m             | 0,84 m              | 7,09 m               | 6,23 m                |
| Durchmesser      |                    | 0,84 m                     | 1,52 m             | 1,40 m             | 0,84 m              | 1,52 m               | 1,52 m                |
| 3. Stufe         | 3. Stufe           | 3. Stufe                   | 3. Stufe           | 3. Stufe           | 3. Stufe            | Booster              | Booster               |
| Triebwerk        |                    | Allegheny Ballistics X-248 |                    |                    | Thiokol TE-M-442-1  | 3 × M-33-20-4        | 3 × TX-354-5          |
| Schub            |                    | 12,45 kN                   |                    |                    | 34,63 kN            | 450,3 kN             | 474 kN                |
| Treibstoff       |                    | Fest                       |                    |                    | Fest                | Fest                 | Fest                  |
| Start-/Leermasse |                    | 250/39 kg                  |                    |                    | 261/23 kg           | 3.850/535 kg         | 4.470/695 kg          |
| Brenndauer       |                    | 38 s                       |                    |                    | 18 s                | 37 s                 | 40 s                  |
| Länge            |                    | 1,55 m                     |                    |                    | 0,66 m              | 5,72 m               | 7,75 m                |
| Durchmesser      |                    | 0,46 m                     |                    |                    | 0,66 m              | 0,79 m               | 0,79 m                |

## Sonstiges

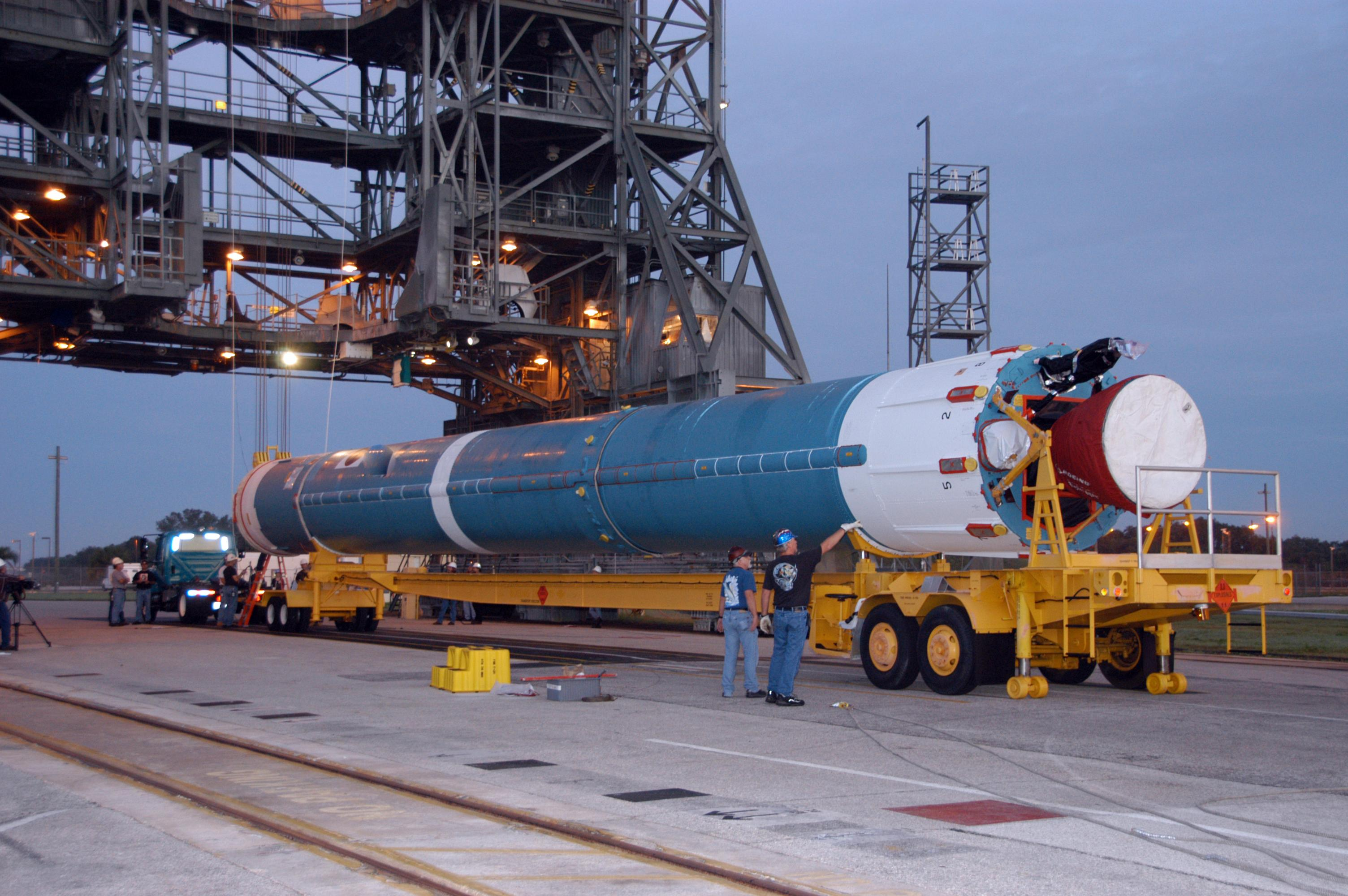
Die erste Stufe der Delta II, eine Thor XLT

Die erste Stufe der bis 2018 verwendeten Delta II war immer noch eine Thor-Version. Sie hieß Thor XLT (Extra Extended Long Tank). Zwecks Tankvergrößerung wurde sie so stark verlängert, dass sie in vollgetanktem Zustand ohne zusätzliche Feststoffbooster nicht abheben kann.